# SUNRISE FUNRISE
『SUNRISE FUNRISE』（サンライズ・ファンライズ）は、J-WAVEのラジオ番組。

## 概要
東京オリンピック・パラリンピックの1年先である2021年という「未来」が楽しく豊かになるライフスタイルをデザインする「ヒト」「モノ」「コト」に焦点を当てるワイド番組。　
7時40分から8時00分は、野村友里がナビゲートする箱番組『ENJOY! NATURAL STYLE』を放送している。
番組のタイトルには、「SUNRISE＝日の昇る時間帯」に「FUNRISE＝楽しくなる気持ちを盛り上げよう」の意味合いが込められている。
2018年4月1日からは、AbemaTV「AbemaRADIO」チャンネルでの同時配信を開始した。
2019年3月31日をもって放送終了。

## 放送・配信時間
いずれもJST。
ラジオ
- J-WAVE 日曜日 6:00 - 9:00

インターネット配信
- AbemaRADIO 日曜日 6:00 - 9:00 (2018年4月1日 - )

## ナビゲーター
- レイチェル・チャン

## 主なコーナー
6時台
6:15頃のWeather Informationの後、ニュースルームの担当アナウンサーとのミニトークコーナーがある。
6:30頃 CRAFT MARKET
暮らしを豊かにしてくれるストーリーのある「モノ」にフォーカス
7時台
7:05頃 SWITCH FOR 2021
2021年以降の未来をつくるような、暮らしをグッドに変えるようなアクションを紹介
7:40 - 8:00 SARAYA ENJOY! NATURAL STYLE
ナビゲーター 野村友里。LOHAS SUNDAY→WONDER VISIONから引き継ぎ
8時台
8:05頃 THERMOS SOCIAL PLAYGROUND
気になる体験イベント、映画、アクティビティなどを紹介
8:25頃 FUTURE DESIGNERS
未来をデザインする「ヒト」、暮らしにヒントくれる「ヒト」を迎えるゲストパート